# Farbod Moghaddam
Farbod Moghaddam (Perzisch: فربد مقدم, uitspraak: [færˈbode moɣædˈdæm]; Iran, 1988) is een Nederlands comedian.
Moghaddam werd geboren in Iran. Omdat het voor zijn vader te gevaarlijk was geworden in het land, vluchtte het gezin naar Nederland toen Farbod vijf jaar oud was.
Moghaddam begon in 2008 met stand-upcomedy. Hij was finalist van meerdere cabaretwedstrijden, zoals de Culture Comedy Awards 2011. In 2018 ontving hij de juryprijs bij het Leids Cabaret Festival. Vervolgens maakte hij zijn eerste show genaamd Vers van de pers. In 2022 bereikte hij de finale van de BNNVARA-televisietalentenjacht Ik ga stuk! en werd, net als de andere finalisten, beloond met een eigen tournee door Nederland.

## Programma's
2019–2020 – Vers van de pers